# منتزه ميغواشا الوطني
مُنتزه ميغواشا الوطني (بالإنجليزية: Miguasha National Park)‏ (بالفرنسية:  Parc national de Miguasha)‏ هو منطقة محمية قرب كارلتون سير مور على شبه جزيرة جاسب في مقاطعة كيبك كندا. أسست حكومة كيبك محمية ميغواشا عام 1985 وصٌنفت كموقع تراث عالمي عام 1999 بالنظر لثروتها من الاحافير التي تعرض تطور الحياة .

## متحف ميغواشا للتأريخ الطبيعي
يعرض متحف ميغواشا نماذج من متحجرات وأحفوريات المنتزه، تضم هذه المجموعات أكثر من 9000 عينة من متحجرات الأسماك والنباتات.

## الجيولوجيا
تضم الجروف الساحلية متحجرات العصر الديفوني الأعلى طبقات الصخور الرسوبية الرمادية وهي تتألف من طبقات متبادلة من الحجر الرملي والصخري التي يعود عمرها إلى مابين 350 مليون إلى 375 مليون سنة وتضم الجروف اليوم غابات ً أشجار البتولا ،الحور الرجراج والتنوب.

## أهمية المتحجرات
يحوي منتزه ميغواشا مجموعات فريدة ونادرة من أنواع الأسماك والنباتات والأبواغ الموجودة مثل عينة سبيرمازبيتا التي يعتقد إنها من أقدمالنباتات المُزهرة على الأرض.
يُعتبر مُنتزهميغواشا الوطني أعظم سجل في العالم للمتحجرات والأحفوريات من العصر الديفوني والمعروف بعصر الأسماك ،حيث وجُدت في المنتزهِ خمس من أصل ست فصائل من الأسماك الأحفورية المرتبطة بالعصر الديفوني (370 مليون سنة) ، كميات عظيمة من متحجرات أسماك لحميات الزعانف المحفوظة بصورة مُمتازة ،وهذا النوع من الأسماك هو سلف طائفة رباعيات الأطراف .

## التأريخ
أول من نقب في الموقع كان العالم الجيولوجي والطبيب إبراهام جنسر وذلك عام 1842.وجد جنسر مجموعة واسعة من المتحجرات الهامة وسلمها إلى المٌتحف البريطاني وإلى مُتحف الأسكتلندي الملكي،وسببت كشوفاته تلك ضجة عالمية.قامت حكومة كيبك بشراء قطع أرضي واسعة من المنطقة وأعلنته منتزه أقليمي بأسم منتزه ميغواشا الوطني.حتى الآن تم جمع وتصنيف أكثر من 5000 عينة في الموقع .أعُلن المنتزه موقع تراث عالمي عام 1999.

## وصلات خارجية
- UNEP-WCMC profile
- World Heritage List: Miguasha National Park
- Parcs Québec: Parc National de Miguasha (english)